# منتخب بيرو للكريكت
منتخب بيرو للكريكت (بالإسبانية: Selección de críquet de Perú)‏ هو ممثل بيرو الرسمي في المنافسات الدولية في الكريكت .